# Rudolf Thieme
Rudolf Thieme (* 7. Juni 1925) ist ein ehemaliger deutscher Fußballspieler. In der Saison 1950/51 spielte er für Rotation Dresden in der DDR-Oberliga, der höchsten Spielklasse im DDR-Fußball.

## Sportliche Laufbahn
Rudolf Thieme gewann mit der SG Dresden-Mickten 1949 den sächsischen Fußballpokal und 1950 die Fußballmeisterschaft in Sachsen. Im Entscheidungsspiel um die 1950er Meisterschaft gegen die SG Lauter schoss er als rechter Flügelstürmer das 1:0 beim 3:1-Sieg. In der anschließenden Aufstiegsrunde, in deren Verlauf die SG Mickten in die Betriebssportgemeinschaft (BSG) Sachsenverlag Dresden eingegliedert wurde, war Thieme bei den 21 erzielten Toren ebenfalls mit einem Treffer beteiligt. Die Dresdner gewannen die Aufstiegsrunde und stiegen damit in die DDR-Oberliga auf. Sie traten zu Beginn der Saison 1950/51 unter dem neuen Namen BSG Rotation an und hatten Rudolf Thieme mit im Kader. Er wurde auch im ersten Punktspiel zuhause gegen Rotation Babelsberg wieder als Rechtsaußen eingesetzt und erzielte beim 1:1-Unentschieden den Ausgleichstreffer für Dresden. Bis zum 6. Spieltag wurde er noch viermal als Mittelfeldspieler aufgeboten, danach kam er nur noch einmal am 25. Spieltag zum Einsatz. In der folgenden Saison stand Rudolf Thieme nicht mehr im Aufgebot von Rotation Dresden und spielte auch später nicht mehr im höherklassigen Fußball.